# N-Joi
N-Joi es un dúo de música house y techno originaria de Southend, Essex, Inglaterra, formado por Nigel Champion y Mark Franklin, (que se reunieron en Alleyn Tribunal Prep School) en algún momento con la vocalista Saffron. Champion estudió en Framlingham College y Franklin en Felsted School pero se reunieron de nuevo después de la escuela en 1987.
Entre 1991 y 1996 entraron en los EE. UU. Hot Dance Club Play cinco veces, todas ellas entrando al Top 10. Dos de sus canciones llegaron al puesto #1: "Mindflux" en 1992 y "The New Anthem" en 1996, que era una nueva versión de su sencillo debut "Anthem", que se convirtió en un éxito bailable en 1991. En el 2006 volvieron a la Lista Oficial de los número uno en los UK Dance Chart con una serie de remixes de su hit más grande del Reino Unido, "Anthem".

## Discografía

### Sencillos
| Título                                                                               | Fecha de lanzamiento | UK Singles Chart | U.S Club Play | U.S. Dance Sales |
| ------------------------------------------------------------------------------------ | -------------------- | ---------------- | ------------- | ---------------- |
| "Anthem"                                                                             | 1990                 | 45               | -             | -                |
| Adrenalin EP                                                                         | 1991                 | 23               | -             | -                |
| "Anthem" (reedición)                                                                 | 1991                 | 8                | 4             | 20               |
| "Malfunction"                                                                        | 1991                 | -                | 5             | 20               |
| "Mindflux"                                                                           | 1991                 | -                | 1             | 18               |
| "Live In Manchester (Parts 1 + 2)"                                                   | 1992                 | 12               | -             | -                |
| The Drumstruck EP                                                                    | 1993                 | 33               | -             | -                |
| "Papillon"                                                                           | 1994                 | 70               | -             | -                |
| "Bad Things"(acreditado a 'NJOI')                                                    | 1995                 | 57               | 7             | -                |
| "The New Anthem"(acreditado como 'N-Joi featuring Mark Franklin and Nigel Champion') | 1996                 | -                | 1             | 25               |